# Episodi di Being Human (serie televisiva 2009) (quarta stagione)
La quarta stagione della serie televisiva Being Human è stata trasmessa nel Regno Unito sul canale BBC Three dal 5 febbraio al 25 marzo 2012.
In Italia è andata in onda dal 2 luglio al 20 agosto 2012 sul canale pay Steel, della piattaforma Mediaset Premium; in chiaro è stata trasmessa dal 6 al 15 febbraio 2013 su Rai 4.
| nº | Titolo originale    | Titolo italiano           | Prima TV Regno Unito | Prima TV Italia |
| -- | ------------------- | ------------------------- | -------------------- | --------------- |
| 1  | Eve of the War      | La figlia della guerra    | 5 febbraio 2012      | 2 luglio 2012   |
| 2  | Being Human 1955    | La salvatrice             | 12 febbraio 2012     | 9 luglio 2012   |
| 3  | The Graveyard Shift | Il turno di notte         | 19 febbraio 2012     | 16 luglio 2012  |
| 4  | A Spectre Calls     | Il richiamo dello spettro | 26 febbraio 2012     | 23 luglio 2012  |
| 5  | Hold the Front Page | Incantesimo d'amore       | 4 marzo 2012         | 30 luglio 2012  |
| 6  | Puppy Love          | Infatuazione              | 11 marzo 2012        | 6 agosto 2012   |
| 7  | Making History      | Facendo la storia         | 18 marzo 2012        | 13 agosto 2012  |
| 8  | The War Child       | La profezia si avvera     | 25 marzo 2012        | 20 agosto 2012  |

## La figlia della guerra
- Titolo originale: Eve of the War
- Diretto da: Philip John
- Scritto da: Toby Whithouse

### Trama
In un futuro da incubo, nell'anno 2037, il mondo è stato quasi completamente invaso dai vampiri. La giovane donna che guida l'ultima forma di resistenza si dispera alla notizia della caduta di New York.
Nel presente Annie e George si prendono cura della figlia di George dopo che Nina è stata uccisa dai vampiri. George è diventato un essere solitario, chiuso con sua figlia dentro la cameretta della bambina, ricoperta di crocifissi, e lui costantemente armato di un paletto. Inoltre si rifiuta di dare un nome alla piccola, dicendo che servirebbe solo a immaginarsi quel nome inciso sulla tomba della figlia. Tom, che vive ancora nel vecchio camper di MacNair, lavora in un caffè nel paese e, quando può, va ancora a caccia di vampiri. Quando un vampiro giovane, vittima di bullismo da parte di vampiri più anziani, di nome Dewi, appare nel caffè, Tom estorce da lui alcune informazioni, tra le quali dove si trovi la base dei vampiri - un magazzino di import/export al molo, chiamato Stoker. Tom riesce a motivare George per unirsi a lui in un attacco, nella notte di luna piena, con grande disapprovazione di Annie. Ma si scopre che sono stati ingannati da un vampiro chiamato Cutler, come parte del suo piano di montare una guerra di propaganda con lupi mannari come tirapiedi. Non trovando vampiri nel luogo dove erano stati condotti, George e Tom si trasformano, ignari del fatto che Cutler, fuori dal magazzino, li stia filmando. Intanto un assistente sociale e un poliziotto di nome Fergus irrompono nella residenza dei protagonisti, dopo aver ricevuto la notifica di un'infante incustodita. Annie, invisibile all'assistente sociale, è incapace di fermarli dal portare via la bambina - ma Fergus è un vampiro, e sta prendendo la piccola per portarla alla base, seguendo gli ordini del loro capo, Griffin: gli Antichi stanno arrivando, e Griffin vuole consegnare loro la speciale bambina come un omaggio. Quando la luna piena sorge, si nota che, nonostante la natura dei genitori, la bambina è completamente umana, senza alcun tratto da lupo mannaro. Deluso, Griffin ordina che venga uccisa. Ma il vampiro cronista (così definito dal doppiaggio italiano) Regus lo ferma, avendo trovato una profezia (incisa su pelle umana) che afferma che la bambina salverà il mondo dalla loro specie. Regus sostiene che la piccola debba morire secondo un complesso rituale, al quale Griffin, malvolentieri, acconsente. Privato del suo tributo, Griffin attira George allo Stoker, come nuovo dono per gli Antichi. George, a conoscenza della situazione di sua figlia, vi si reca volontariamente. Mentre Tom ed Annie organizzano un piano per soccorrerli, George si rende conto che il rituale per uccidere la figlia è in corso, e blocca il suo corpo a metà della trasformazione da uomo a lupo. Avendo a disposizione più forza fisica, riesce a uscire dalla gabbia in cui era rinchiuso, uccide Griffin con il suo sangue (ustionante, per i vampiri) mentre Tom e Annie si occupano degli altri vampiri. Nella confusione, Regus decide di passare la piccola a Annie, dicendole che la bambina deve vivere per fermare i vampiri. George, incapace di ritrasformarsi dalla sua metamorfosi alterata, muore con sua figlia tra le braccia, e col suo ultimo respiro le dona il nome: Eve.
Nel frattempo, nel Southend, un fantasma di nome Pearl, l'anziano lupo mannaro Leo e un giovane vampiro chiamato Hal condividono una casa, proprio come in passato Mitchell, George e Annie.
E nel futuro, la giovane donna vista in precedenza, al comando della resistenza, ordina a un soldato di ucciderla. Passando attraverso una porta al Purgatorio, annuncia che solo una cosa può salvare l'umanità - uccidere la bambina.

## La salvatrice
- Titolo originale: Being Human 1955
- Diretto da: Philip John
- Scritto da: Lisa McGee

### Trama
Il lupo mannaro Leo, il vampiro Hal e il fantasma Pearl (conosciuti nell'episodio precedente) si mettono in viaggio alla ricerca della Salvatrice, come ha detto a Leo la voce di un angelo. I tre verranno accolti da Annie e invitati a fermarsi, per quanto Tom e Hal non vadano d'accordo. Purtroppo Leo è molto anziano, sa che non sopravviverà ad un'altra trasformazione, e così decide di compiere un gesto che per tutta la vita non aveva mai trovato il coraggio di fare: dichiarare il proprio amore verso Pearl. Questo è l'ultima cosa che fa prima di spirare. Il fantasma ricambia il sentimento e nel momento in cui si dichiara a Leo si apre la sua porta verso l'aldilà, capendo così che era questa la sua questione in sospeso che l'aveva trattenuta nel mondo dei viventi. Quindi la coppia attraversa la porta, affidando Hal a Annie e Tom, e facendosi promettere che avrebbe vissuto con loro, proteggendo la piccola Eve, e che avrebbe cercato di trattenere i suoi istinti da vampiro proprio come era riuscito a fare vivendo con Leo e Pearl. Alla fine quindi il trio di coinquilini formato da un fantasma, un vampiro e un licantropo (sul quale si basa la trama della serie) è ristabilito, dove a Mitchell e George si sostituiscono Hal e Tom, insieme a Annie.

## Il turno di notte
- Titolo originale: The Graveyard Shift
- Diretto da: Philip John
- Scritto da: Jamie Mathieson

### Trama
Annie dimentica il pericolo della situazione in cui si trovano e porta spesso la bambina fuori di casa nascondendola alla vista degli altri sotto i suoi vestiti, dimenticando però che i vampiri possono vederla.

## Il richiamo dello spettro
- Titolo originale: A Spectre Calls
- Diretto da: Daniel O'Hara
- Scritto da: Tom Grieves

### Trama
Uno strano fantasma di nome Kirby arriva a casa di Annie, Hal e Tom e malgrado sembri un grande amico di tutti, molto buono e amante dei bambini, ha un secondo scopo. Egli infatti cercherà di fare colpo su Annie, di conquistare la sua fiducia come fantasma gentile e premuroso nei suoi confronti, mentre vuole screditare Tom e Hal agli occhi di lei. Farà così anche con Tom: con false voci e false speranze lo convincerà che non è ben voluto in casa. Tom a questo punto scappa di casa. Hal non si lascia abbindolare ma Kirby è astuto, gli fa perdere la calma e l'autocontrollo dimostrando a Annie che è pericoloso tenerlo in casa, vicino alla bambina: Annie chiede allora ad Hal di andarsene. A questo punto Kirby è da solo con Annie, e qui rivela la sua vera identità: egli da vivo era un pazzo assassino, entrava in una famiglia, si conquistava la fiducia della donna di casa, e dei figli, screditando il marito, e una volta che questo veniva mandato via, egli uccideva la moglie. Kirby esprime cosa pensa veramente di Annie, la umilia, e lei, sentendosi tradita e sola, non riesce più a rimanere materiale, dissolvendosi. A questo punto si scopre che il fantasma è stato mandato dalla donna del futuro (che si era fatta uccidere nel primo episodio) con l'unico obiettivo di uccidere Eve. Ma Kirby sottovaluta i suoi avversari: Tom e Hal si incontrano e capendo la gravità della situazione tornano di corsa a casa, dove lo spirito di Annie, percependo che tra i due è tornata l'amicizia e che sono tornati per salvare la bambina, riesce a rimaterializzarsi e uccidere Kirby.

## Incantesimo d'amore
- Titolo originale: Hold the Front Page
- Diretto da: Philip John
- Scritto da: Tom Grieves

### Trama
Il vampiro adolescente Adam irrompe improvvisamente nella casa dei tre protagonisti, e porta con sé una donna di mezza età, Yvonne, la preside della scuola che frequentava, con la quale ha una relazione. La notizia fa scalpore e giornalisti e fotoreporter assediano la casa; questo crea spiacevoli inconvenienti, in quanto Adam, fotografato mentre fuma nel cortile sul retro dell'edificio, essendo un vampiro, non compare nelle foto scattate. Ci penserà il vampiro Cutler a risolvere il problema. Ma i guai non sono finiti, infatti Yvonne, ha qualcosa di strano: ogni persona che tocca si innamora di lei, e inoltre si viene a sapere che i suoi due ex sono entrambi tragicamente morti durante intimi momenti. Annie deduce da questi particolari che Yvonne è un succubo, figlia di una donna e un demone, irresistibile per ogni persona che tocca e alle quali alla fine porta via la vita. Ella decide di far allontanare Adam per spezzare il sortilegio, non se la sente di ingannarlo e farlo stare con lei solo perché sotto l'effetto del suo potere. Adam se ne va, torna in sé, ma alla fine torna da Yvonne, entrambi capiscono di amarsi veramente e di voler stare insieme: Adam, stando con Yvonne, ha perso il desiderio vampiresco di uccidere persone per cibarsi del loro sangue, mentre Yvonne si trova bene con Adam, al quale non può togliere la vita perché già morto. I due se ne vanno felici, decidendo di vivere isolati dal resto dell'umanità.

## Infatuazione
- Titolo originale: Puppy Love
- Diretto da: Daniel O'Hara
- Scritto da: John Jackson

### Trama
Nella vita di Tom entra improvvisamente Allison, un lupo mannaro che ha visto su YouTube il video fatto da Cutler per far conoscere al mondo l'esistenza dei lupi mannari e che ha deciso di scoprire cosa c'è dietro. Tra i due c'è molto feeling, ma Tom teme di cambiare per sempre la ragazza, perfetta secondo lui così com'è, non macchiata dagli omicidi di vampiri. Invece Hal conosce Alex, una giovane ragazza in vacanza col padre e con i due fratellini. Hal, impacciato e col timore di ucciderla, non fa bella figura quando provano a uscire insieme, anzi, fugge via lasciandola da sola.

## Facendo la storia
- Titolo originale: Making History
- Diretto da: Daniel O'Hara
- Scritto da: Toby Whithouse

### Trama
Eve torna nel suo passato come fantasma e contatta Annie per farle vedere il futuro. Annie, che tuttavia è restia a credere che lei possa essere davvero Eve, decide di seguirla. Ciò che osserva è una futuro apocalittico: l'umanità è stata massacrata dai vampiri e gli uomini sono morti quasi tutti. Eve la porta sul molo dove tentarono di imbarcarsi per scappare dall'invasione degli Antichi; le fa vedere la gabbia in cui fu rinchiuso e ucciso Tom; le mostra un manifesto della propaganda dei vampiri: la scritta "nessuna pietà" sotto l'immagine di Hal, diventato uno dei più importanti e più crudeli comandanti dell'esercito dominatore; e infine le dice come anche Annie stessa sia morta, dissolta, come polvere al vento. Eve, concluso il giro, le chiede di ucciderla, così è scritto nel terzo e ultimo tassello della profezia (incisa su pelle umana) riguardo alla Salvatrice del mondo: la Salvatrice deve morire. Salvatrice e nemesi allo stesso tempo, mancando questo terzo tassello, erroneamente, per tutta la vita ella era stata protetta, e il mondo era caduto in rovina. L'unica possibilità rimasta era riscrivere il passato. Annie torna nel presente, sconvolta per quello che deve fare. Intanto durante la sua assenza Cutler porta a compimento il suo piano malvagio: convince Tom a presentarsi in un locale dove si sarebbero radunati gli Antichi prima del loro attacco, in una notte di luna piena; ma in realtà quando Tom si trasforma in lupo mannaro si trova davanti solo umani. Cutler infatti vuole mostrare all'umanità quale terribile pericolo sia per essa la presenza dei lupi mannari, e presentare i vampiri come unico rimedio in grado di sconfiggere questa minaccia, in modo che l'umanità li accetti come salvatori e non come un nemico da annientare. Inoltre, Cutler uccide Alex, e convince Hal a berne il sangue, per farlo tornare il terribile e potente vampiro che era un tempo, a redimerlo, nello stesso modo in cui 60 anni prima Hal aveva fatto con Cutler, uccidendone la moglie e facendogli bere il sangue di lei. Quando Hal lo scopre si dispera e, rifiutandosi di aiutare Cutler, viene rinchiuso nella stanza dove si trova il corpo di Alex. Da qui riesce a scappare con l'aiuto del fantasma di Alex. Insieme mettono in salvo i ragazzi e le ragazze minacciati da Tom. Alla fine nel locale, si ritrovano, faccia a faccia, il vampiro e il lupo mannaro.

## La profezia si avvera
- Titolo originale: The War Child
- Diretto da: Philip John
- Scritto da: Toby Whithouse

### Trama
Annie deve uccidere Eve per il bene dell'umanità, ma il solo pensiero la fa stare male. Hal e Tom vanno a cercare Cutler per vendicarsi della morte di Alex, ma scoprono l'arrivo degli Antichi. A questo punto le cose si complicano, Hal sa che qualsiasi cosa il capo degli Antichi, il signor Snow, gli ordinerà di fare lui dovrà seguirlo, in quanto capostipite della sua specie. Decidono allora di fabbricare una bomba, portarla nel magazzino dove si trovano i vampiri e farsi esplodere insieme a loro per salvare il mondo e impedire che si debba per forza uccidere Eve, affidata nel frattempo alle cure di Annie e Alex, la quale, nella sua nuova situazione di fantasma, vuole imparare da Annie i poteri di cui sia dotata. Ma mentre Tom sta fabbricando la bomba nel locale dove lavora, entra Milo, un lupo mannaro che ha deciso di stare con gli Anziani, di stare dalla parte dei più forti, per assicurarsi un futuro; Milo lo invita a portare la piccola Eve dai vampiri, gli unici in grado di proteggerla, e gli unici ad avere l'interesse che la bambina sopravviva, quando si verrà a sapere che per salvare il mondo, lei deve essere sacrificata. Tom ci riflette e alla fine decide di ascoltare Milo, consegnando la bambina a Mr Snow e in cambio chiede di poter rimanere con loro. Poi entra Hal, con l'esplosivo in mano, pronto a sacrificarsi, Mr Snow gli parla e lo soggioga al suo volere. Ma all'improvviso arriva infuriata Annie, seguita da Alex, si fa strada tra i vampiri e si riprende Eve, a questo punto Mr Snow offre ad Annie l'opportunità di crescere la piccola lì con loro. Annie pensa a quello che ha visto nel futuro, e arriva all'unica soluzione possibile: tenendo in braccio Eve, fa esplodere la bomba, mentre Tom e Milo escono, e Alex fa smaterializzare sé e Hal fuori dal magazzino. Subito dopo l'esplosione Annie vede la sua porta, capendo che la sua questione in sospeso era salvare il mondo, l'attraversa, e dopo aver raccolto Eve da terra, trovata nel corridoio oltre la porta, si avvia verso l'aldilà e verso i suoi cari. Alex, Tom e Hal - fantasma, lupo mannaro e vampiro - tornano a casa.